# Schuetz (Adelsgeschlecht)

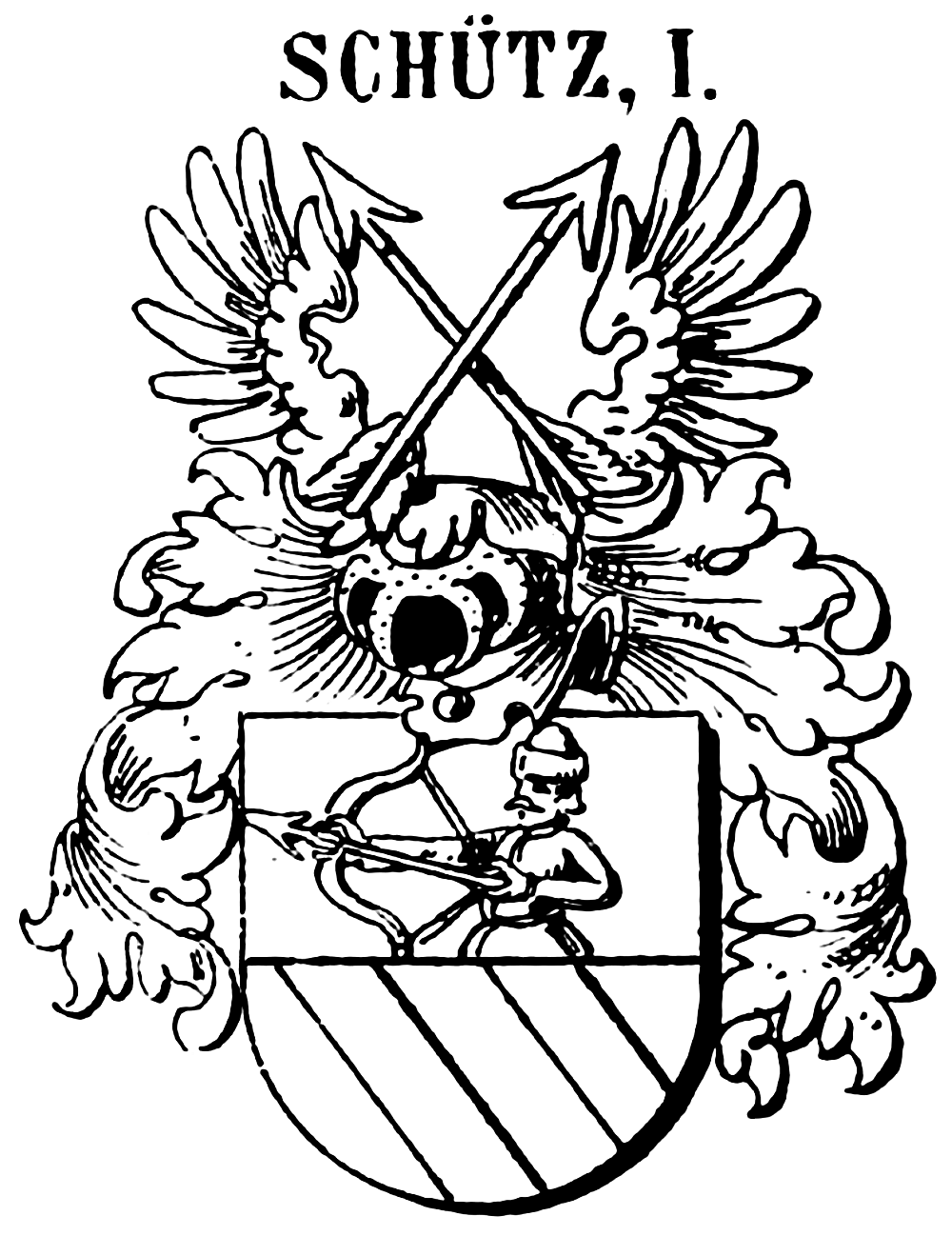
Wappen derer von Schütz

Das Geschlecht  Schuetz (auch Schütz, Schütz von Pansdorf, Schütz von Bahnsdorf) benannte sich nach seinem Rittersitz Bahnsdorf bei Calau, Niederlausitz in der Mark Brandenburg. 

## Herkunft
Vermutlich stammen die Schuetz aus Schlesien, werden jedoch zum Meissner Adel gerechnet. Dasselbe Geschlecht fand sich 1571 zu Graustein bei Spremberg und war noch 1836 zu Schmagorei im Kreis Sternberg zu finden. Im Jahre 1847 zu Reichenwalde, Kreis Sternberg (nahe Reppen) und 1850 zu Petersdorf begütert, besaßen die Schuetz 1789 in Pommern das Gut Dietersdorf bei Dramburg.
Sie sind nicht zu verwechseln mit den nassauischen Schütz von Holzhausen.

## Persönlichkeiten
- Hans Joachim von Schütz, Herr auf Bahnsdorf und um 1728 kursächsischer Oberst und Kommandant der ehemaligen Festung Sonnenstein.
- Hans Adam Heinrich von Schütz, einer der ausgezeichnetsten Offiziere in der Armee des Königs Friedrich II., 1774 soll er zu dessen einzigem Sohn gesagt haben: „Weiss er wohl, dass sein Vater der rechte Schöpfer meiner Husaren gewesen ist?“

## Wappen
Auf quergeteiltem Schild: oben auf blauem Grund das halbe Bild eines Bogenschützen und unten fünfmal schrägrechts Silber und Blau geteilt.